# 2 Unlimited
2 Unlimited is, gemeten naar verkoopcijfers, de succesvolste Nederlands-Belgische popband in de geschiedenis. Gedurende de eerste helft van de jaren 90 behaalden de Belgische producers Jean-Paul De Coster en Phil Wilde met de Nederlandse Anita Doth en Ray Slijngaard diverse wereldhits. In totaal verkochten zij wereldwijd meer dan 20 miljoen platen. Later zou de band een doorstart maken met andere zangers.
2 Unlimited was de eerste groep die housemuziek op echte grote schaal tot een internationaal commercieel succes wist te maken. De formule van een mannelijke rapper en een zangeres, met gemakkelijk in het oor liggende melodieën en stevige dance-ritmes (ook wel eurodance genoemd), heeft de popmuziek in de jaren 90 gedomineerd.

## Geschiedenis

### Ontstaan
2 Unlimited was een project van de Belgische producers Jean-Paul De Coster en Phil Wilde. Zij ontmoetten elkaar in hun woonplaats Antwerpen, België, en hun eerste productie samen onder de naam Bizz Nizz, de single "Don't Miss The Party Line", was een substantiële hit door heel Europa, inclusief in Engeland waar het nummer 7 behaalde in de national singles chart in april 1990. Hun eigen succes verraste het duo en moedigde hen aan om de samenwerking voort te zetten.
Begin 1991 werkte de 19-jarige Raymond Slijngaard als hulpkok op Luchthaven Schiphol in Amsterdam. Ray was een vriend van Quadrophonia-rapper Marvin D, en tijdens zijn aanwezigheid bij een van hun optredens nam hij de microfoon en begon het publiek op te hypen. Anita Dels (Doth was haar artiestennaam), ook 19, was een receptioniste op de afdeling parkeerboetes van een Amsterdams politiebureau. In haar vrije tijd trad ze op met een vrouwelijke rapgroep genaamd Trouble Sisters. Ray en Anita werden goede vrienden, en zij hadden later ook een relatie.
De Coster en Wilde creëerden een instrumentaal nummer, Get Ready for This, en zij besloten dat het nummer vocalen nodig had. Ze vroegen CBA Artists om twee artiesten. Die kozen voor Ray en Anita. Ze waren zo tevreden over het resultaat dat ze akkoord gingen om met hen te werken als duo, en zo werd 2 Unlimited geboren. 2 Unlimited brak het eerst door in Groot-Brittannië. Daar bezette de nieuwe versie van Get Ready for This, ditmaal met tekst maar zonder de raps van Ray, wekenlang de nummer 2-positie in de UK Top 40 (de nummer 1 werd bezet door (Everything I Do) I Do It for You van Bryan Adams). Daarna volgde de rest van Europa.

### Succes
2 Unlimited toerde wereldwijd en scoorde wereldwijd opeenvolgende top 10- en nummer 1-hits in vele landen, waaronder Australië, Japan en Zuid-Afrika. Het eerste album, dat Get Ready! heette en eind 1991 uitgebracht werd, was een groot succes. Wereldwijd verkochten ze 2,6 miljoen exemplaren. In Groot-Brittannië wisten ze met zowel Get Ready for This, Twilight Zone en Workaholic meteen in de top 10 van de UK Top 40 binnen te komen. Ook de vierde single van het album, The Magic Friend, wist in Groot-Brittannië te stijgen tot nummer 11. Twilight Zone werd in de Verenigde Staten een eerste hit. Het nummer wist de nummer 5-positie van de Amerikaanse Dance Chart te bereiken en kwam uiteindelijk tot nummer 49 in de Amerikaanse Billboard Hot 100. Het liedje werd gebruikt in de film The Girl Next Door. In Groot-Brittannië ging de single 234.000 keer over de toonbank.
In januari 1993 verscheen hun grootste hit No limit, van het album No Limits!. Zowel single als album kwamen op nummer 1 terecht in Groot-Brittannië en waren daarmee de eerste Nederlandse act sinds Pussycat in 1976 die daarin slaagde. Dit nummer zou uiteindelijk de nummer 1-positie in 35 landen bereiken en werd platina in onder meer Duitsland, Groot-Brittannië en Nederland. In Engeland alleen al werd de single meer dan een half miljoen keer verkocht. Ook de singles Tribal Dance, Faces, Maximum Overdrive en Let The Beat Control Your Body stegen in diverse landen naar de top van de hitlijsten. Het album ging 3 miljoen keer over de toonbank en zou het succesvolste album van de groep worden. Op de MIDEM-conferentie kreeg de groep 80 maal goud en platina uit 26 verschillende landen. Bovendien wonnen ze de prijs voor World's Best-Selling Benelux Act in 1993.
In 1994 verscheen het album Real Things, waarmee ze opnieuw tot nummer 1 zouden klimmen in de Engelse albumcharts. Het album kwam zelfs op de eerste plaats binnen in de Engelse album top 100. Hoewel de single The Real Thing het hoogste bpm heeft van alle liedjes van de groep, zijn de overige singles van het album No One, Here I Go en Nothing Like The Rain opvallend rustiger. Er werden 2 miljoen exemplaren van het album verkocht. In dit jaar gaven ze in totaal ze 200 optredens, waarbij Parkpop met 450.000 mensen publiek, hun grootste optreden zou worden.

### Laatste album
In 1995 verscheen het vierde en laatste album, genaamd Hits Unlimited. Het is een verzameling van hun grootste hits, aangevuld met drie nieuwe singles: Do Whats Good for Me, Jump for Joy en Spread Your Love. In twee jaar tijd ging het album ruim 1 miljoen keer over de toonbank. Opvallend is dat Jump for Joy niet uitgebracht werd in Groot-Brittannië wegens tegenvallende cijfers van de voorgaande single Do Whats Good for Me. In België zou Jump for Joy echter potten breken.
In hetzelfde jaar kwam Get Ready for This nieuw binnen in de Billboard Hot 100 in de VS en steeg door naar de 38e plaats. Het debuutalbum Get Ready! heeft in de Verenigde Staten uiteindelijk de gouden status behaald (meer dan 500.000 verkochte exemplaren). De single Get Ready for This wordt op dit moment nog steeds als pauzetune gebruikt in de NBA.
In Engeland en Ierland scoorden ze met twaalf singles achter elkaar een top 20-notering.

### Voorlopig einde
In 1996 verlieten Ray en Anita de groep, naar verluidt na zakelijke en muzikale meningsverschillen met de producers en onderlinge ruzie. Zijzelf spreken dit echter tegen. De scheiding van Ray en Anita leek op een ongunstig moment te komen. Het album Hits Unlimited begon juist te lopen in Amerika, waar het grote succes tot dan toe nog uitbleef. Het gezaghebbende blad Billboard Magazine bracht een groot artikel over het duo. BN De Stem berichtte dat Ray bedenktijd had gevraagd in verband met het nakende succes in Amerika. Hij wilde de beslissing heroverwegen. Maar terwijl hij in New York zat, bracht Anita het nieuws in haar eentje naar buiten. Voor haar leek de keuze dus definitief. Voor hun laatste single, Spread Your Love, werd geen videoclip meer opgenomen en er werden beelden van een liveoptreden tot een videoclip verwerkt.

### Afscheidsconcert en solo verder
Met een optreden bij een café-bar aan de Lijnbaansgracht in Amsterdam, nam het duo afscheid van de Nederlandse podia. Het optreden werd door duizenden fans bijgewoond.
Ray begon een solocarrière onder de naam 'VIP allstars', maar zijn singles werden slechts bescheiden hits. Anita presenteerde korte tijd een muziekprogramma op TMF en een programma op Radio 538. Later begon ook zij zonder succes een solocarrière.

### II
In 1998 werd 2 Unlimited nieuw leven ingeblazen, deze keer met de zangeressen Romy van Ooijen en Marjon van Iwaarden. Maar deze nieuwe poging haalde bij lange na niet het succes van begin jaren 90, en de groep ging in 1999 weer uit elkaar. Er werd een album uitgegeven II waaruit de singles Wanna Get Up, Edge Of Heaven en Never Surrender voortkwamen.

### Remixes en 3
Vanaf 2000 werden er door verschillende labels remixen uitgegeven zowel op single als in remix- of verzamelalbums. In 2000 kwam Byte Records met remixsingles van No Limit en Twilight Zone en daarna met twee remixalbums die alleen in Japan uitgegeven werden.
Vanaf 2003 kwam ZYX Records met ook met twee remixsingles en een cd met dvd The Complete History. Ook gingen Débora Remagen en James Giscombe optreden als 2 Unlimited (versie 3). In verband met een rechten kwestie mochten zij echter niet hun eigen stemmen gebruiken. Eind 2004 liep het contract van de derde 2 Unlimited versie af. Het duo bleef hierna tot 2010 officieus nog wel optreden als 2 Unlimited, met name in Oost-Europa. Hierbij werd nog steeds geplaybackt.

#### Ray & Anita
In juli 2008 lekte uit dat Ray en Anita plannen hebben voor een reünie. Anita trad sinds 2005 regelmatig alleen op op diverse feesten met de grootste 2 Unlimited-hits. In februari 2009 raakte bekend dat de twee opnieuw samen zullen optreden op I love the 90's - The party, dat plaatsvond op 11 en 12 april 2009 in de Ethias Arena in Hasselt, België. Tijdens deze shows wisten Ray en Anita te vertellen dat ze zo genoten hadden van het optreden en dat de reacties overweldigend waren.
Het volgende concert vond plaats op 30 april 2009. Daar stonden ze op het Koninginnedagfeest van Radio 538 op het Museumplein in Amsterdam, Ray en Anita stonden voor het eerst sinds 13 jaar samen op het podium in Nederland en dan ook meteen op het grootste feest van Nederland met 600.000 bezoekers. In september en oktober van 2009 traden ze op in het Sportpaleis te Antwerpen, als gast optreden tijdens de concerten van Milk Inc. De optredens tijdens deze reünie werden gedaan onder de naam Ray en Anita. De naam "2 Unlimited" is eigendom van producer Jean-Paul De Coster en die had geen toestemming voor een officiële reünie gegeven.
Op 20 december 2009 dook het duo toch onder de naam Ray & Anita de studio in om een nieuwe single op te nemen. Dinsdag 29 december werd de titel van het nummer bekendgemaakt en verscheen de single direct in de tipparade. De single heet "In Da Name Of Love".
Tijdens een interview bij het televisieprogramma "De Wereld Draait Door" gaven Ray en Anita toe dat ze tijdens de eerste periode van 2 Unlimited een geruime tijd een relatie met elkaar hebben gehad.
Omdat de Belgische producer Phil Wilde geen toestemming had gegeven om de naam 2 Unlimited te gebruiken gingen Ray en Anita door onder hun eigen namen. Op 8 januari 2010 verscheen de single officieel op iTunes, op 22 januari kwam de fysieke single uit en op 30 januari ging de videoclip in première op YouTube. Tijdens de aflevering van RTL Boulevard van 11 januari werd bekend dat Anita borstkanker heeft en hiervoor chemotherapie moet ondergaan.
Op 30 april 2010 stonden ze net als in 2009 op het Koninginnedagfeest van Radio 538. Dit vond plaats op het Museumplein te Amsterdam. Tijdens dit optreden werd het comeback-nummer voorgesteld, namelijk In da name of love.
Een volgende single verscheen op 25 oktober 2011. De single kreeg de naam Nothing 2 Lose en de bijbehorende videoclip kwam twee dagen later uit. De video werd opgenomen in juni in Amsterdam. Het is tevens de titelsong van de Nederlandse film Amsterdam Heavy.

#### TWO
In oktober 2009 werd ook bekend dat Romy Snoeijers van Ooijen en Marjon van Iwaarden, het tweede 2 Unlimited-duo, weer samen muziek gaan opnemen. Ze doen dit onder de naam "TWO". In 2010 namen ze het lied "Wonder Why" op. Vanwege ziekte van Van Iwaarden en zwangerschap van Snoeijers verscheen het nummer pas in 2011 op een compilatiealbum van Carka Records genaamd "Music Flower". Van Iwaarden nam in 2013 deel aan The Voice of Holland.

### Weer onder de oude naam
Sinds 2012 gebruiken Ray en Anita de naam 2 Unlimited weer en werken ze weer samen met muziekproducer Jean-Paul De Coster. Op 10 augustus 2012 traden Ray en Anita voor het eerst weer op als 2 Unlimited op het Smukfest in het Deense Skanderborg. Speciaal voor het optreden droegen zij op maat gemaakte 2 Unlimited-outfits van Prince Charming. Het duo zou begin juli aftrappen tijdens een groot festival in Hyde Park, maar dat werd wegens verwacht noodweer afgelast. De hernieuwde samenwerking met hun Belgische producer De Coster werd door beiden omarmd. In de media vertelde Anita dat ze allemaal ouder en wijzer zijn geworden en dat ze allemaal het respect kunnen opbrengen om naar elkaar te luisteren.
Op 30 maart 2013 werd in het Sportpaleis in Antwerpen een 80 minuten durend concert gegeven, met gastoptredens van onder andere Reel 2 Real. Later dat jaar verschijnt een remix door de Amerikaanse dj Steve Aoki van het nummer Get Ready. In mei 2014 verscheen voor het wereldkampioenschap voetbal 2014 No limit (Brasilian Remix) en waren ze een van de gastartiesten tijdens de concerten van de Toppers in de Amsterdam ArenA.
In april 2016 stapte Doth uit 2 Unlimited, omdat het te moeilijk te combineren zou zijn met haar solowerk. Op 13 augustus 2016 stelde Ray Slijngaard haar vervangster voor: Kim Vergouwen.

## Discografie

### Albums
| Album met eventuele hitnotering(en) in de Nederlandse Album Top 100 | Datum van verschijnen | Datum van binnenkomst | Hoogste positie | Aantal weken | Opmerkingen                                |
| ------------------------------------------------------------------- | --------------------- | --------------------- | --------------- | ------------ | ------------------------------------------ |
| Get Ready!                                                          | 1992                  | 14-03-1992            | 17              | 48           |                                            |
| No Limits!                                                          | 1993                  | 22-05-1993            | 1(7wk)          | 69           | Platina                                    |
| Real Things                                                         | 1994                  | 18-06-1994            | 1(3wk)          | 50           | Platina                                    |
| Hits Unlimited                                                      | 1995                  | 11-11-1995            | 6               | 42           | Verzamelalbum / Goud                       |
| II                                                                  | 1998                  | 09-05-1998            | 30              | 8            | met Romy van Ooijen en Marion van Iwaarden |

| Album met hitnotering(en) in de Vlaamse Ultratop 200 albums | Datum van verschijnen | Datum van binnenkomst | Hoogste positie | Aantal weken | Opmerkingen                                |
| ----------------------------------------------------------- | --------------------- | --------------------- | --------------- | ------------ | ------------------------------------------ |
| Hits Unlimited                                              | 1995                  | 11-11-1995            | 5               | 15           | Verzamelalbum                              |
| II                                                          | 1998                  | 09-05-1998            | 23              | 12           | met Romy van Ooijen en Marion van Iwaarden |
| Hits Unlimited [2013]                                       | 2013                  | 06-04-2013            | 61              | 1*           |                                            |

### Singles
| Single met eventuele hitnotering(en) in de Nederlandse Top 40 | Datum van verschijnen | Datum van binnenkomst | Hoogste positie | Aantal weken | Opmerkingen                                |
| ------------------------------------------------------------- | --------------------- | --------------------- | --------------- | ------------ | ------------------------------------------ |
| Get Ready for This                                            | 1991                  | 30-11-1991            | 10              | 10           | Alarmschijf                                |
| Twilight Zone                                                 | 1992                  | 08-02-1992            | 1(2wk)          | 14           |                                            |
| Workaholic                                                    | 1992                  | 23-05-1992            | 6               | 9            |                                            |
| The Magic Friend                                              | 1992                  | 22-08-1992            | 5               | 11           |                                            |
| No Limit                                                      | 1993                  | 06-02-1993            | 1(5wk)          | 17           | Platina                                    |
| Tribal Dance                                                  | 1993                  | 08-05-1993            | 2               | 11           | Alarmschijf                                |
| Faces                                                         | 1993                  | 04-09-1993            | 2               | 11           |                                            |
| Maximum Overdrive                                             | 1993                  | 20-11-1993            | 5               | 9            |                                            |
| Let the Beat Control Your Body                                | 1994                  | 12-02-1994            | 2               | 10           | Alarmschijf                                |
| The Real Thing                                                | 1994                  | 21-05-1994            | 1(2wk)          | 11           | Alarmschijf                                |
| No One                                                        | 1994                  | 01-10-1994            | 2               | 12           | Alarmschijf                                |
| Here I Go                                                     | 1995                  | 18-03-1995            | 5               | 6            | Alarmschijf                                |
| Nothing Like the Rain                                         | 1995                  | 17-06-1995            | 6               | 10           |                                            |
| Do What's Good for Me                                         | 1995                  | 14-10-1995            | 13              | 6            |                                            |
| Jump for Joy                                                  | 1996                  | 10-02-1996            | 7               | 7            |                                            |
| Spread Your Love                                              | 1996                  | 11-05-1996            | 17              | 7            |                                            |
| Wanna Get Up                                                  | 1998                  | 28-03-1998            | 10              | 10           | met Romy van Ooijen en Marion van Iwaarden |
| Edge of Heaven                                                | 1998                  | 18-07-1998            | 35              | 3            | met Romy van Ooijen en Marion van Iwaarden |
| Never Surrender                                               | 1998                  | 12-09-1998            | tip4            | -            | met Romy van Ooijen en Marion van Iwaarden |
| In Da Name of Love                                            | 2010                  | 23-01-2010            | 6               | 7            | als Ray & Anita                            |
| Still Unlimited                                               | 2010                  | 01-02-2010            |                 |              | als Ray & Anita                            |
| Shut Up!                                                      | 2011                  | 28-02-2011            |                 |              | als Ray & Anita                            |

| Single met hitnotering(en) in de Vlaamse Ultratop 50 | Datum van verschijnen | Datum van binnenkomst | Hoogste positie | Aantal weken | Opmerkingen                                |
| ---------------------------------------------------- | --------------------- | --------------------- | --------------- | ------------ | ------------------------------------------ |
| Here I Go                                            | 1995                  | 01-04-1995            | 6               | 6            |                                            |
| Nothing Like the Rain                                | 1995                  | 24-06-1995            | 23              | 11           |                                            |
| Do What's Good for Me                                | 1995                  | 21-10-1995            | 14              | 12           |                                            |
| Jump for Joy                                         | 1996                  | 03-02-1996            | 12              | 14           |                                            |
| Spread Your Love                                     | 1996                  | 18-05-1996            | 19              | 8            |                                            |
| Wanna Get Up                                         | 1998                  | 21-03-1998            | 7               | 13           | met Romy van Ooijen en Marion van Iwaarden |
| Edge of Heaven                                       | 1998                  | 13-06-1998            | 7               | 12           | met Romy van Ooijen en Marion van Iwaarden |
| Never Surrender                                      | 1998                  | 19-09-1998            | 23              | 7            | met Romy van Ooijen en Marion van Iwaarden |
| In Da Name of Love                                   | 2010                  | 13-03-2010            | 26              | 5*           | als Ray & Anita                            |

### NPO Radio 2 Top 2000
| Nummer met noteringen in de NPO Radio 2 Top 2000 | '15  | '16  | '17 | '18  | '19-'23 | '24  |
| ------------------------------------------------ | ---- | ---- | --- | ---- | ------- | ---- |
| No Limit                                         | 1024 | 1037 | 978 | 1691 | -       | 1901 |

1. ↑  Een '-' betekent dat het nummer niet was genoteerd en een vetgedrukt getal geeft de hoogste notering aan.
2. ↑  2015 was het eerste jaar met een notering voor dit nummer.

### Overige uitgaven
- 1993: No Limit – Mini Album (Speciale Editie)
- 1994: Power Tracks (Japan)
- 1994: The US Remixes (USA)
- 1995: Kids Like You And Me (liefdadigheidssingle voor dakloze kinderen in Nederland)
- 1995: Sin Limites EP (alleen in Zuid-Amerika)
- 1998: Step (compilatie voor fitness gebruik in de VS)
- 1998: Aerobics (compilatie voor fitness gebruik in de VS)
- 2000: No Limit – Millennium Remixes
- 2000: Twilight Zone – Millennium Remixes
- 2001: Get Ready For This vs. Yves De Ruyter
- 2001: Get Ready For This vs. Robbie Rivera
- 2001: Greatest Hits Remixes (Japanse Import)
- 2002: Special Edition Trance Remixes (alleen in Japan)
- 2003: No Limit – The Complete Best Of (alleen in Japan)
- 2004: The Complete History
- 2005: Refreshed Album (Mexico)
- 2006: Greatest Remix Hits (dvd en cd)
- 2006: The Hits
- 2006: Greatest Remix Hits (cd & dvd)
- 2008: Perfect Best (Japan)